# ماشنکا
ماشنکا (روسی: Машенька؛ انگلیسی: Maschenka) فیلمی در ژانر رمانتیک است که در سال ۱۹۸۷ میلادی منتشر شد. از بازیگران آن می‌توان به کری الویس، فردی جونز، مایکل گاف و ژان-کلود برایلی اشاره کرد.

## بازیگران
| بازیگر          | نقش   |
| --------------- | ----- |
| کری الویس       | گنن   |
| مایکل گاف       | واتر  |
| ژان-کلود برایلی | کالین |
| ورنون دوبتچف    | یاشا  |